# Čestin (Pljevlja)
Pour les articles homonymes, voir Čestin.
Čestin (en serbe cyrillique : Честин) est un village du nord du Monténégro, dans la municipalité de Pljevlja.

## Démographie

### Évolution historique de la population
| 1948 | 1953 | 1961 | 1971 | 1981 | 1991 | 2003 |
| ---- | ---- | ---- | ---- | ---- | ---- | ---- |
| 139  | 166  | 166  | 162  | 116  | 77   | 58   |